# Pieter Bogaers

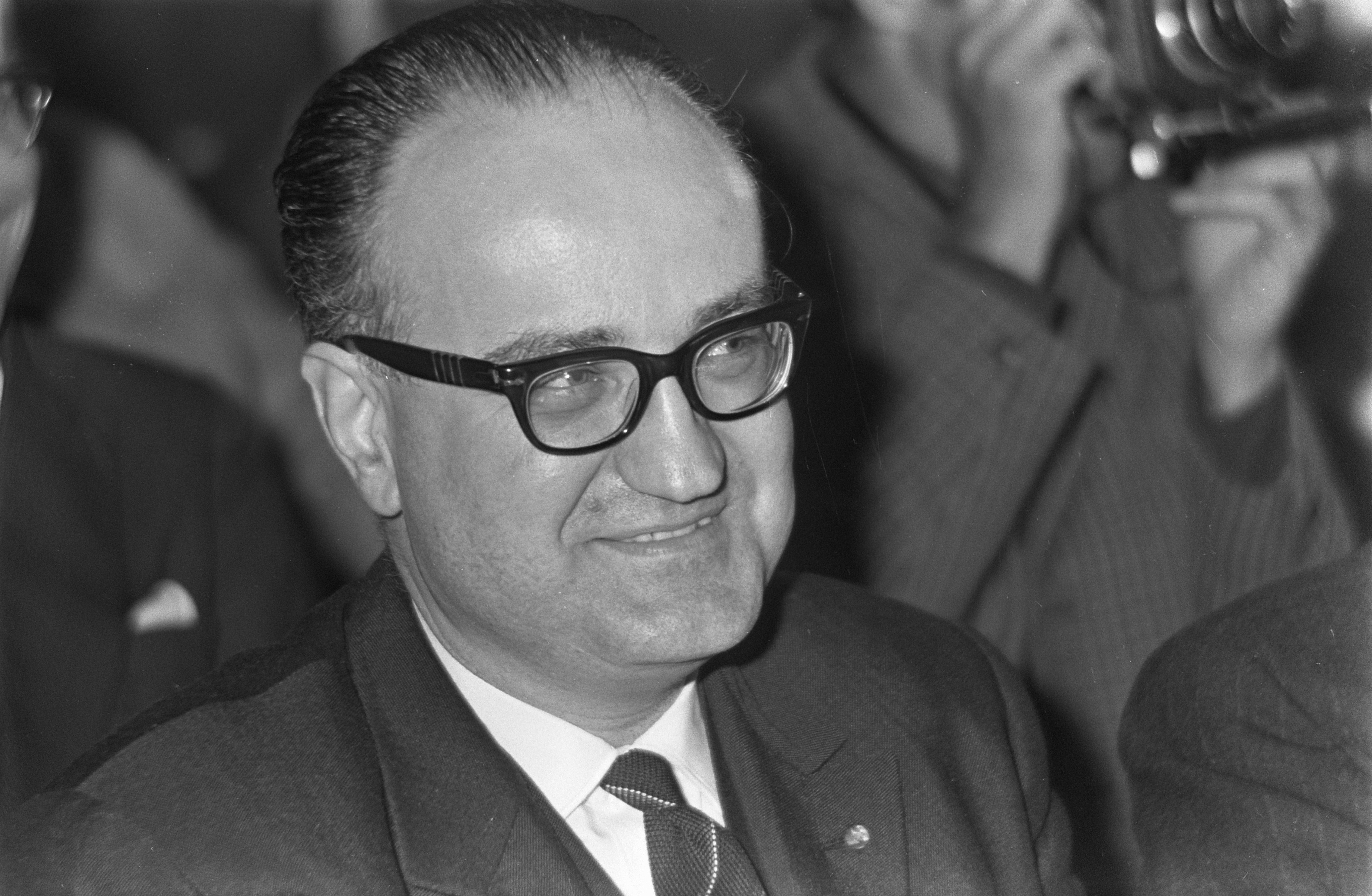
Pieter Bogaers (1966)

Pieter Clemens Wilhelmus Maria Bogaers (* 2. Juli 1924 in Cuijk, Provinz Nordbrabant; † 5. Juli 2008 in Amersfoort, Provinz Utrecht) war ein niederländischer Wirtschaftswissenschaftler und Politiker der Katholieke Volkspartij (KVP) sowie zeitweilig der Politieke Partij Radikalen (PPR), der Mitglied der Zweiten Kammer der Generalstaaten und zwischen 1963 und 1965 Minister für Wohnungsbau und Bauwirtschaft im Kabinett von Ministerpräsident Victor Marijnen sowie Minister für Wohnungsbau und Raumordnung im Kabinett von Ministerpräsident Jo Cals war. Innerhalb der KVP vertrat er den Flügel der Gewerkschaften. Während seiner Amtszeit als Wohnungsbauminister stieg die Anzahl von Neubauwohnungen auf 100.000 pro Jahr und er legte den Zweiten Raumordnungsvorschlag vor, in dem das Wachstum von Vororten zur Entlastung von Städten im Mittelpunkt stand. Am 27. April 1968 gehörte er zu den Mitgründern der PPR, kehrte aber 1973 als Mitglied zur KVP zurück.

## Leben

### Studium und berufliche Laufbahn
Bogaers, Sohn eines Großhändlers, begann nach dem Besuch des römisch-katholischen Bisschoppelijk College in Roermond 1941 ein Studium der Wirtschaftswissenschaften an der Katholischen Wirtschaftshochschule Tilburg, das er am 24. Oktober 1947 nach einer Unterbrechung während der Besetzung der Niederlande durch die deutsche Wehrmacht abschloss.
Im Anschluss war er zwischen 1948 und 1957 Wissenschaftlicher Assistent an der Katholischen Wirtschaftshochschule Tilburg und dort unter anderem am Lehrstuhl für Volkswirtschaftslehre von Professor Jan van den Brink. Daneben arbeitete er zwischen 1948 und 1957 als Wirtschaftsberater der Katholieke Arbeiders Beweging KAB, dem niederländischen Pendant der deutschen Katholischen Arbeitnehmer-Bewegung. Danach fungierte er zwischen 1957 und dem 24. Juli 1963 als Direktor des Wissenschaftlichen Beratungsbüros der KAB.

### Abgeordneter und Minister

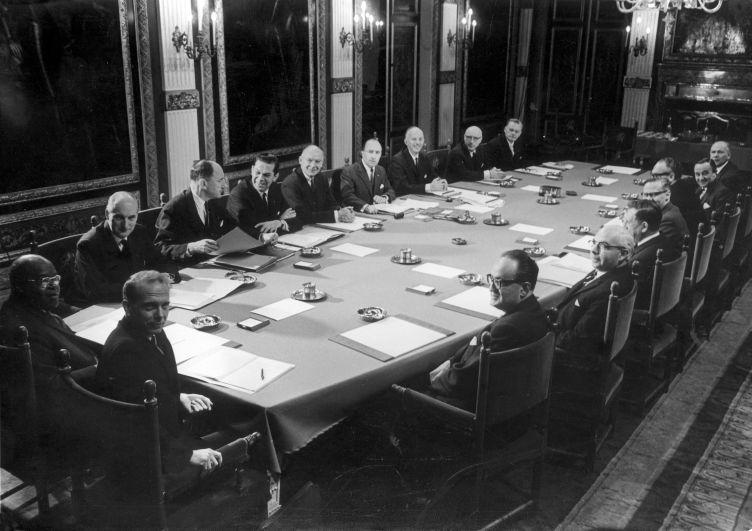
Das Kabinett Cals bei seiner ersten Sitzung am 15. April 1965

Am 20. März 1959 wurde Bogaers zum Mitglied der Zweiten Kammer der Generalstaaten gewählt und vertrat dort die Interessen der Katholieke Volkspartij (KVP) bis zum 24. Juli 1963. Innerhalb der KVP vertrat er den Flügel der Gewerkschaften.
Ministerpräsident Victor Marijnen ernannte ihn am 24. Juli 1963 zum Minister für Wohnungswesen und Bauwirtschaft (Minister van Volkshuisvesting en Bouwnijverheid) in dessen Kabinett. Im darauf folgenden Kabinett von Ministerpräsident Jo Cals fungierte er zwischen dem 5. April 1965 und dem 22. November 1966 als Minister für Wohnungswesen und Raumordnung (Minister van Volkshuisvesting en Ruimtelijke Ordening). Daneben war er vom 1. Mai bis zum 30. Juni 1966 während der Abwesenheit von Ko Suurhoff auch kommissarischer Minister für Verkehr und Wasserwirtschaft (Minister van Verkeer en Waterstaat). Während seiner Amtszeit als Wohnungsbauminister stieg die Anzahl von Neubauwohnungen auf 100.000 pro Jahr und er legte den Zweiten Raumordnungsvorschlag vor, in dem das Wachstum von Vororten zur Entlastung von Städten im Mittelpunkt stand.
Für seine Verdienste wurde er am 29. April 1963 zunächst mit dem Offizier und dann am 5. Dezember 1966 zum Kommandeur des Orden von Oranien-Nassau ernannt.
Nachdem er am 1. März 1968 aus der KVP ausgetreten war, gehörte er neben Jacques Aarden und Erik Jurgens zu den Mitgründern der Politieke Partij Radicalen (PPR) und war vom 27. April 1968 bis zu seinem Rücktritt aus gesundheitlichen Rücktritt am 1. Juli 1968 Vorsitzender der PPR.
Am 15. Dezember 1968 wurde Bogaers Vorsitzender von Het Gooi, einer Region in der Provinz Nordholland, und verblieb bis zum 14. Dezember 1974 in dieser Funktion. Aus Unzufriedenheit mit dem politischen Kurs der PPR trat er am 21. Oktober 1970 aus dieser aus und wurde 1973 erneut Mitglied der KVP.
Er engagierte sich des Weiteren zwischen 1976 und 1990 als Vorsitzender des Niederländischen Asthma-Fonds.

## Hintergrundliteratur
- R. van der Kroef: Herinneringen van Pieter Bogaers, bouwminister, 2004
- W. Slagter: Pieter Bogaers 1924-2008, in: Trouw vom 16. Juli 2008
- W. Aantjes: Herinneringen aan Pieter Bogaers, bouwminister (1924-2008), in: Jaarboek Parlementaire Geschiedenis, 2009, S. 137